# William Ernest Hocking
William Ernest Hocking (Cleveland, 1873 – New Hampshire, 1966) è stato un filosofo statunitense.
Professore alla Harvard University, a Hocking si deve la postulazione di un Io misterioso infinitamente profondo presente nell'universo. Secondo lui l'uomo è trascendente la natura e quindi, in un certo senso, libero: ciò dipende dalla sua consapevolezza dei valori. Questa dottrina, che è stata definita "idealismo naturalistico", risente di varie influenze: dall'idealismo personalistico assoluto di B. P. Bowne all'idealismo assoluto di J. Royce, all'idealismo oggettivistico di J. E. Creighton.

## Opere
- Science and the Idea of God (La scienza e l'idea di Dio, 1944)
- Experiments in Education (1964)
- The Meaning of Immortality in Human Esperience (Il significato dell'immortalità nell'esperienza umana, 1957).